# ۶-فسفوگلوکونولاکتون
۶-فسفوگلوکونولاکتون (به انگلیسی: 6-Phosphogluconolactone) با فرمول شیمیایی C۶H۱۱O۹P یک ترکیب شیمیایی با شناسه پاب‌کم ۶۰۰ است. که جرم مولی آن ۲۵۸٫۱۲  گرم بر مول می‌باشد. 